# Bouke van der Meer

L. Bouke van der Meer: Corpus Speculorum Etruscorum. The Netherlands. (1983)

Lammert Bouke van der Meer (* 1945 in Leeuwarden, Provinz Friesland) ist ein niederländischer klassischer Archäologe mit dem Spezialgebiet Etruskologie. Van der Meer ist eine führende Autorität in Fragen der etruskischen Religion.

## Leben
Van der Meer studierte an der Universität Groningen Klassische Altertumswissenschaft und Klassische Archäologie. Seine Dissertation verfasste er über die etruskischen Urnen von Volterra. Später war er Professor für Klassische Archäologie an der Universität Leiden.
Van der Meer veröffentlichte mehrere Bücher und zahlreiche Artikel über etruskische Bronzespiegel mit mythologischen Szenen, die Agramer Mumienbinde, etruskische Sarkophage und die etruskische Sammlung im Rijksmuseum van Oudheden. 1983 veröffentlichte er einen Band für die Niederlande zum Corpus Speculorum Etruscorum, einem internationalen Forschungsprojekt zur Publikation aller erhaltenen etruskischen Bronzespiegel.
Einen wesentlichen Beitrag zur Lesung und Deutung der Bronzeleber von Piacenza leistete er 1987 in seinem Werk The Bronze Liver of Piacenza. Analysis of a polytheistic structure, dass nahezu alle epigrafischen, literarischen und archäologischen Quellen berücksichtigt. Er forschte auch in Ostia Antica über die Verwendung von Travertin und über die Domus Fulminata. Seine Monografie Ostia speaks. Inscriptions, buildings and spaces in Rome’s main port erschien im Jahr 2012.
Van der Meer ist Mitglied des Istituto Nazionale di Studi Etruschi ed Italici, des International Scientific Committee for the Corpus Speculorum Etruscorum und des Editorial Committee of Bulletin Antieke Beschaving. Er zählt auch zu den Herausgebern der archäologischen Zeitschrift BABESCH.
Van der Meer ist heute im Ruhestand und beschäftigt sich aktuell mit Bronzespiegeln aus dem 4. Jahrhundert v. Chr.

## Veröffentlichungen (Auswahl)
- Ostia speaks. Inscriptions, buildings and spaces in Rome’s main port. Peeters, Löwen 2012, ISBN 978-90-429-2700-1.
- Etrusco Ritu. Case studies in Etruscan ritual behaviour. Monographs on Antiquity 2011, ISBN 978-90-429-2538-0.
- Liber Linteus Zagrabiensis. The linen book of Zagreb. A comment on the longest Etruscan text. Monographs on Antiquity 2008, ISBN 978-90-429-2024-8.
- Myths and more. On Etruscan stone sarcophagi. Monographs on Antiquity 2004, ISBN 978-90-429-1499-5.
- Interpretatio Etrusca. Greek myths on Etruscan mirrors. Brill Academic Pub 1995, ISBN 978-90-5063-477-9.
- The Stele of Lemnos and Etruscan origins. In: Oudheidkundige Mededelingen uit het Rijksmuseum van Oudheden te Leiden 72, 1992, S. 61–70.
- De Etrusken spreken. Coutinho 1991, ISBN 978-90-6283-797-7.
- The bronze liver of Piacenza. Analysis of a polytheistic structure. Amsterdam 1987, ISBN 978-90-70265-41-0.
- Corpus Speculorum Etruscorum: The Netherlands. Band 1. E. J. Brill, Leiden 1983, ISBN 90-04-06832-5.
- Etruscan urns from Volterra. Studies on mythological representations. 2 Bände. Meppel 1978.
- De Etrusken. Inleiding tot de verzameling Etruskische oudheden in het Rijksmuseum van Oudheden te Leiden. Staatsuitgeverij 1977, ISBN 978-90-12-01473-1.